# Calopezzati
Calopezzati község (comune) Olaszország Calabria régiójában, Cosenza megyében.

## Fekvése
A megye keleti részén fekszik, a Tarantói-öböl partján. Határai: Caloveto, Cropalati, Crosia, Pietrapaola és Rossano.

## Története
A települést a 9. században alapították a tengerparti területeken portyázó szaracénok elől menekülő görög szerzetesek.

## Népessége
A népesség számának alakulása:

## Főbb látnivalói
- Castello (vár)
- Madonna-templom
- Madonna dell'Addolorata-templom